# Gereformeerde kerk (Schoonoord)
De Gereformeerde kerk van Schoonoord (ook De Wijngaard) is een zaalkerk met geveltoren in eclectische stijl in het Drentse dorp Schoonoord. De kerk is in 1994 aangewezen als rijksmonument. 

## Beschrijving
De huidige kerk is gebouwd in 1915 en verving een eerder gebouw uit 1873. De zaalkerk is vier traveeën breed met een zadeldak. De muren zijn geleed door lisenen en hebben spitsboogvensters. De kerk heeft een orgel van Verschueren uit Heythuysen.